# فرانک پاولوف
فرانک پاولوف (انگلیسی: Franck Pavloff; ۲۴ آوریل ۱۹۴۰ – ) شاعر، و نویسنده اهل فرانسه.
فرانک پاولوف روانشناس و متخصص حقوق کودکان، ده سال از عمر خود را صرف پروژه‌هایی دربارهٔ توسعهٔ جوامع آفریقایی و آسیایی و بیست سال دیگر را صرف حمایت از انجمن‌های مبارزه با بزهکاری و سوء مصرف مواد مخدر کرده‌است.
کتابهای منتشر شده از او شامل دو مجموعه شعر و همچنین داستان‌هایی برای بزرگسالان و خرد سالان است. این مرد بلغاری-فرانسوی اکنون در گرنوبل فرانسه زندگی می‌کند.
یکی از مهمترین آثار او که به فارسی نیز ترجمه شده کتاب صبح قهوه ای می‌باشد که تنها در سال ۲۰۰۲ بیش از یک میلیون نسخه از آن فروخته شده‌است.